# J. August Richards
Jaime Augusto Richards III (Washington D.C., 28 augustus 1973), beter bekend als J. August Richards, is een Amerikaans acteur. Hij is het meest bekend van zijn rol als vampierjager Charles Gunn in de The WB Television Network serie Angel en als Mike Peterson/Deathlok in Marvel's Agents of S.H.I.E.L.D..

## Filmografie
- Good Burger (1997) als Griffen
- Why Do Fools Fall in Love (1998) als Sherman
- Paved with Good Intentions (2006) als Travis Balden
- Pearl (2020) als Isaac Robbins

### Televisie
*Exclusief eenmalige gastrollen
- Undressed (2000) als Bryce
- Angel (2000-2004) als Charles Gunn
- Conviction (2006) als A.D.A. Billy Desmond
- Raising the Bar (2008-2009) als Marcus McGrath
- Grey's Anatomy (2010+2014) als Jonge Richard Webber
- Agents of S.H.I.E.L.D. (2013-2018) als Michael Peterson / Deathlok
- The Lottery (2014) als Onderstaatssecretaris Nathan Mitchell
- Girlfriends' Guide to Divorce (2014-2016) als Ford
- Notorious (2016) als Bradley Gregorian
- Kevin (Probably) Saves the World (2017-2018) als Hulpsheriff Nathan Purcell
- Council of Dads (2020) als Dr. Oliver Post
- Generation (2021) als Joe